# 银背光金阿嵯耶观音像
银背光金阿嵯耶观音像，宋代大理国文物，1978年出土于云南大理崇圣寺主塔千寻塔。观音像约高26厘米，总重1135克，總高29.5厘米，是目前已知以纯金铸造最大的宋代佛像，现藏于云南省博物馆。

## 出土

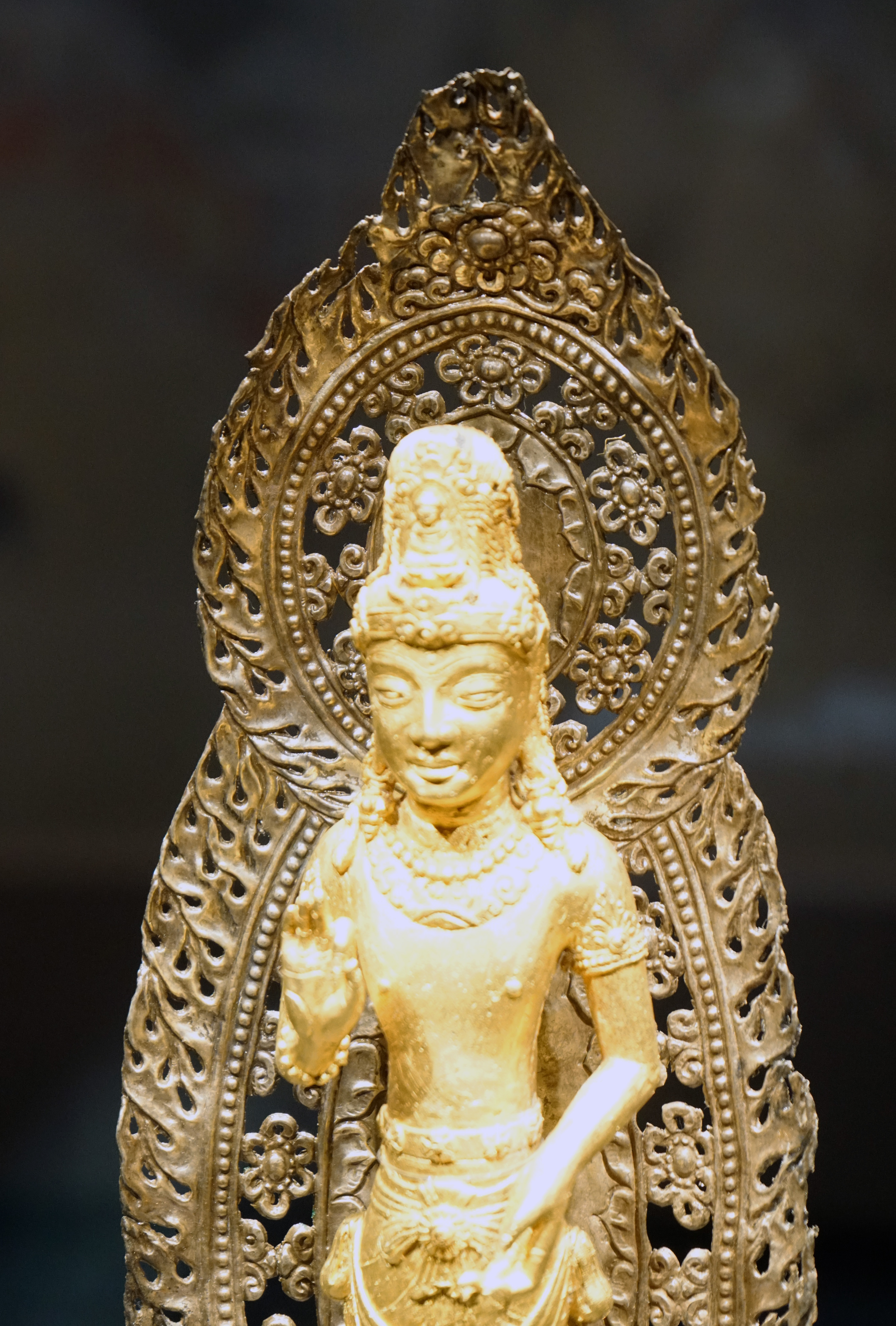
上身局部

云南省大理市点翠山应乐峰下的崇圣寺兴建于南诏保和十三年（唐文宗开成元年，公元836年），毁于清穆宗同治十一年（1872年），仅三座古塔留存。1978年，中国政府拨专款对年久失修的三塔进行维修加固，文物工作者在维修三塔时，在主塔千寻塔塔顶发现南诏、大理国时期文物680多件，同时出土的还有银鎏金镶珠金翅鸟等。

## 文化背景
唐代时，南诏国在今中国西南一带建立，佛教密宗在该政权建立早期传入云南地区。“阿嵯耶”一名最早见于《南诏图传》，也被称为“真身观音”。屬於南诏、大理国时期独有，是密宗传入大理地区后本土化成為滇密造像的结果。

## 外观描述
该尊阿嵯耶观音像由纯金打造，观音束有高发髻，髻中藏佛，戴化佛天冠，发髻两边有多股发辫垂到肩部，左边十一条，右边十条；观音面作女相，面相恬静安详，双目微睁前视，略带笑容；观音像身躯纤长，线条优美，脖子上戴着有珠宝的项圈，上身袒露，双臂上戴着三角形臂钏，右手手腕上戴着联珠手镯；左手掌心向外，手腕微微抬起，右手放置在胸前，食指和拇指相拈，两手结合组成了代表阿嵯耶观音像的“妙音天印”独特手印；下身着轻薄的长裙，长裙装饰如湿衣出水，束花形腰带，两侧伸出飘带，环绕在长裙上，裙饰阴刻U形纹，裙尾作鱼尾状；双脚赤足，足下有用来固定在底座上的方柱形榫头。观音像身后饰银质背光，背光呈长葫芦形，或称舟形，镂空雕花，内作莲花纹，向外分别为优罗钵花、联珠纹和火焰纹。

## 备注
1. ↑  《全国馆藏文物名录》普查登记号（全国馆藏文物名录查询网站）